# Vanessa Henke
Vanessa Henke (* 15. Januar 1981) ist eine ehemalige deutsche Tennisspielerin.

## Karriere
Henke gewann in ihrer Profilaufbahn sechs Einzel- und zehn Doppeltitel auf ITF-Turnieren. Zudem stand sie im Doppel zweimal im Endspiel eines WTA-Turniers, 2001 in Wien und 2008 in Budapest.
Für die deutsche Fed-Cup-Mannschaft trat sie ein einziges Mal an, 2003 beim 3:2-Sieg gegen Indonesien. An der Seite von Angelika Roesch verlor sie das Doppel mit 2:6, 2:6 gegen die Paarung Wynne Prakusya/Angelique Widjaja.
In der deutschen Tennis-Bundesliga spielte sie 2010 und 2011 für den TC Blau-Weiss Bocholt in der 1. Liga und 2012 für den Rochusclub Düsseldorf in der 2. Liga.
Ihr letztes Profimatch spielte Henke im Juni 2012 bei einem ITF-Turnier in Köln, wo sie im Einzel noch einmal ein Halbfinale erreichte.
Seit 2013 wird sie in den Weltranglisten nicht mehr geführt.

## Turniersiege

### Einzel
| Nr. | Datum         | Turnier   | Kategorie   | Belag           | Finalgegnerin     | Ergebnis      |
| --- | ------------- | --------- | ----------- | --------------- | ----------------- | ------------- |
| 1.  | 1. März 1999  | Buchen    | ITF $10.000 | Teppich (Halle) | Angelika Bachmann | 2:6, 6:4, 6:2 |
| 2.  | 17. Mai 1999  | Salzburg  | ITF $10.000 | Sand            | Nicole Remis      | 6:7, 6:4, 6:4 |
| 3.  | 19. März 2001 | Cholet    | ITF $10.000 | Sand            | Sophie Erre       | 6:7, 6:3, 6:3 |
| 4.  | 14. März 2004 | Amiens    | ITF $10.000 | Sand            | Virginie Razzano  | 7:67, 6:4     |
| 5.  | 28. Juni 2005 | Stuttgart | ITF $25.000 | Sand            | Kyra Nagy         | 6:0, 0:6, 6:4 |
| 6.  | 4. Juli 2005  | Darmstadt | ITF $25.000 | Sand            | Eva Fislová       | 7:64, 6:1     |

### Doppel
| Nr. | Datum           | Turnier       | Kategorie   | Belag           | Partnerin          | Finalgegnerinnen                        | Ergebnis         |
| --- | --------------- | ------------- | ----------- | --------------- | ------------------ | --------------------------------------- | ---------------- |
| 1.  | 9. April 2000   | Dinan         | ITF $25.000 | Sand            | Syna Schmidle      | Patty Van Acker Stéphanie Foretz        | 6:72, 6:4, 6:2   |
| 2.  | 22. April 2001  | Gelos         | ITF $25.000 | Sand            | Syna Schmidle      | Eva Bes Lourdes Domínguez Lino          | 6:2, 6:3         |
| 3.  | 2. Februar 2003 | Urtijëi       | ITF $50.000 | Teppich (Halle) | Claudine Schaul    | Olga Blahotová Gabriela Navrátilová     | 6:1, 6:2         |
| 4.  | 22. Juni 2004   | Båstad        | ITF $25.000 | Sand            | Zuzana Hejdová     | Mireille Dittmann Hanna Nooni           | 2:6, 6:2, 6:3    |
| 5.  | 4. Juli 2004    | Stuttgart     | ITF $25.000 | Sand            | Anousjka van Exel  | Marija Korytzewa Darija Jurak           | 6:4, 7:5         |
| 6.  | 11. Juli 2004   | Darmstadt     | ITF $25.000 | Sand            | Martina Müller     | Katarina Mišić Dragana Zarić            | 6:1, 7:5         |
| 7.  | 3. Juli 2005    | Stuttgart     | ITF $25.000 | Sand            | Yuliya Beygelzimer | Kristina Barrois Kathrin Wörle-Scheller | 7:67, 6:1        |
| 8.  | 10. Juli 2005   | Darmstadt     | ITF $25.000 | Sand            | Laura Siegemund    | Wassilissa Bardina Jaroslawa Schwedowa  | 6:4, 6:2         |
| 9.  | 1. Februar 2009 | Laguna Niguel | ITF $25.000 | Hartplatz       | Darija Jurak       | Megan Moulton-Levy Laura Siegemund      | 4:6, 6:3, [10:8] |
| 10. | 19. Juni 2011   | Köln          | ITF $10.000 | Sand            | Anna Zaja          | Carolin Daniels Christina Shakovets     | 1:6, 6:3, [10:2] |

## Leben
Seit dem 14. März 2017 ist Vanessa Henke mit dem Düsseldorfer Galeristen Hans Paffrath verheiratet.

## Abschneiden bei Grand-Slam-Turnieren

### Doppel
| Turnier         | 2001 | 2002 | 2003 | 2004 | 2005 | Karriere |
| --------------- | ---- | ---- | ---- | ---- | ---- | -------- |
| Australian Open | —    | —    | —    | —    | 1    | 1        |
| French Open     | —    | 2    | —    | —    | —    | 2        |
| US Open         | 1    | —    | —    | —    | —    | 1        |